# Johann Baptist Sonderland

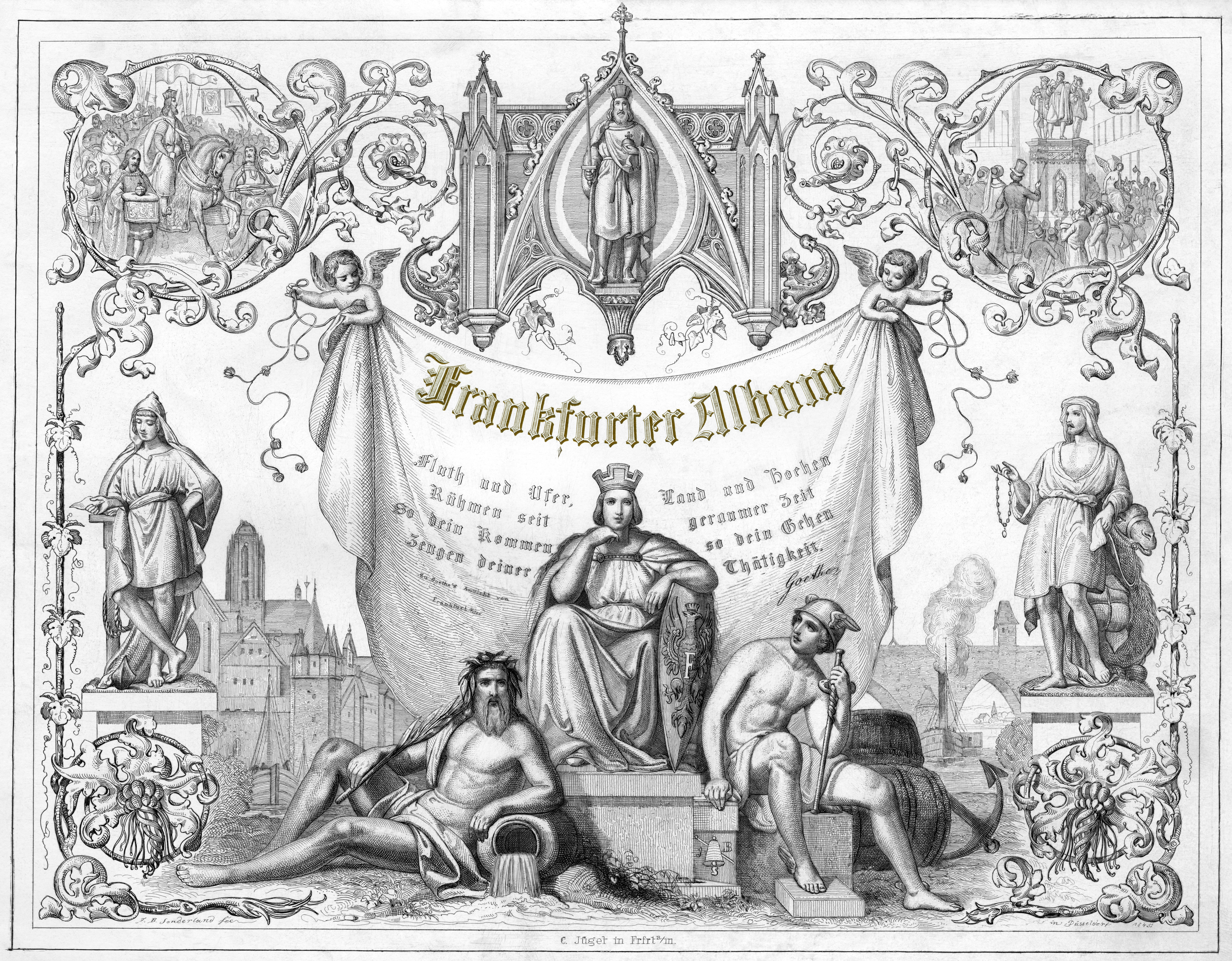
Page de titre de Frankfurt am Main. Album der interessantesten und schönsten Ansichten alter und neuer Zeit (1845) (lithographie)

Johann Baptist Wilhelm Adolf Sonderland (né le 2 février 1805 à Düsseldorf et mort le 21 juillet 1878 dans la même ville) est un peintre, graveur, illustrateur et lithographe prussien.

## Biographie
Sonderland est étudiant à l'académie des beaux-arts de sa ville natale. Il entreprend alors plusieurs voyages d'études à travers la France et les Pays-Bas, dont il rapporte de nombreux croquis, qui forment alors la base de ses peintures de genre. Sonderland séjourne aussi longtemps à Paris et à Francfort-sur-le-Main, où il se distingue dans ses tableaux de genre par la richesse de l'invention, la vivacité de la représentation et l'humour naïf.
Sonderland illustre les « Malerlieder » de son confrère Robert Reinick ainsi que le « Münchhausen » de Carl Leberecht Immermann. Mais Sonderland complète également d'autres œuvres d'écrivains allemands; et un. il faut mentionner ici ses "Bilder und Randzeichnungen zu deutschen Dichtern" (images et dessins en marge de poètes allemands).
Dans les dernières années de sa vie, il se consacre exclusivement à l'illustration et crée un grand nombre de compositions à l'aquarelle, de lithographies d'après ses propres originaux et d'autres, de dessins marginaux, etc.
Johann Baptist Sonderland décède à l'âge de 73 ans le 21 juillet 1878.
Son fils Fritz Sonderland (de) (1836-1896) est également un peintre particulièrement doué dans le genre humoristique.

## Illustrations (sélection)
- Münchhausen. Eine Geschichte in Arabesken. (1838)
- Lieder eines Malers mit Randzeichnungen seiner Freunde. (1838–46)
- Bilder und Randzeichnungen zu deutschen Dichtungen. (1844)
- Heinrich Grünewald: Orbis pictus: Ein Lern- und Unterhaltungsbuch für die wißbegierige Jugend; mit 30 fein colorirten Tafeln. Arnz, Düsseldorf 1841 (Digitalisierte Ausgabe)
- Frankfurt am Main. Album der interessantesten und schönsten Ansichten alter und neuer Zeit. (1845)
- Erinnerungsblatt an die zweihundertfünfzigjährige Jubelfeier der Einverleibung der Grafschaft Mark in die Krone Preußen. (Kreidelithographie, 1859, Gustav-Lübcke-Museum, Hamm)

Éditions numérisées de la Bibliothèque universitaire et d'État de Düsseldorf :
- Dans: ABC-Bilder- und Lesebuch. Band 10: Geschichtliche Erzählungen. – Düsseldorf: Arnz, [1844] Digitalisierte Ausgabe
- Dans: Album deutscher Dichter / Mit 36 Original-Zeichnungen deutscher Künstler, als: A. v. Schroeter, J. B. Sonderland, Theod. Hosemann, A. Menzel, v. Kloeber, F. Holbein, Rosenfelder u. a. m. – Berlin: Hofmann, 1848. – Digitalisierte Ausgabe
- Dans: Album deutscher Künstler in Originalradirungen. – Düsseldorf: Buddeus, 1841. Digitalisierte Ausgabe
- Blüthen vaterländischer Dichter: Deutschen Frauen und Jungfrauen gewidmet. – S. I.: ca. 1850. Digitalisierte Ausgabe
- Bilder und Randzeichnungen zu deutschen Dichtungen. – Düsseldorf: Buddeus, 1838 – 44 (Ausg. mit Text) Digitalisierte Ausgabe
- Bilder und Randzeichnungen zu deutschen Dichtungen. – Düsseldorf: Buddeus, 1838 – 44 (Ausg. mit überw. leeren Textfeldern) Digitalisierte Ausgabe
- Bilderlust für fleissige Kinder. – Düsseldorf: Arnz, um 1840. Digitalisierte Ausgabe
- Dans: Hocker, Nikolaus. Die Chronik der Stadt Cöln: mit Illustrationen. – Düsseldorf: Arnz, 1857. Digitalisierte Ausgabe
- Dans: Deutsche Dichtungen mit Randzeichnungen deutscher Künstler. – Düsseldorf: Buddeus, (Volumes 1–2) 1843. Digitalisierte Ausgabe
- Agathon oder der Führer durchs Leben: Für denkende Jünglinge. – St. Gallen: Scheitlin und Zollikofer, 1842. Digitalisierte Ausgabe
- Arenz, Carl. Drei Erzählungen: eine Weihnachtsgabe für die Bücheler'sche Arbeits- und kleinkinderschule zu Düsseldorf.- Düsseldorf: Voss, 1852. Digitalisierte Ausgabe
- Festkränzchen: Eine Auswahl von Gedichten auf die kirchlichen Feste sowie zu anderen festlichen Gelegenheiten, für die Jugend. – Düsseldorf: Schulgen, 1850. Digitalisierte Ausgabe
- Arenz, Karl: Die Geschwister: Eine Erzählung für die liebe Jugend. – Düsseldorf: Schulgen, 1851. Digitalisierte Ausgabe
- Goldspiegel: Bilder aus dem Jugendleben. Gewidmet von J. B. Sonderland. Verse von W. Herchenbach (de). – Stuttgart: Hallberger, 1852. Digitalisierte Ausgabe
- Das goldene ABC dargestellt in Bildern aus dem Natur- und Menschenleben. – Düsseldorf: Schulgen, 1849. Digitalisierte Ausgabe
- Bayerle, Bernhard Gustav: Katholische Festbilder. – Düsseldorf: Arnz, 1847. Digitalisierte Ausgabe
- Knabenlust: Eine Auswahl von Gedichten zur Weckung eines jugendlich frischen Sinnes und rüstiger Thätigkeit. – Düsseldorf: Schulgen, 1849. Digitalisierte Ausgabe
- Heye, Jan Pieter: Der kleine Kinderfreund: Ein Büchlein für die lieben Kinder. – Düsseldorf: Schulgen, 1851. Digitalisierte Ausgabe
- Dans: Reinick, Robert. Lieder eines Malers mit Randzeichnungen seiner Freunde. – 1836–1852.
  - Lieder eines Malers mit Randzeichnungen seiner Freunde. – Düsseldorf: Schulgen-Bettendorff, 1838, farbige Mappen-Ausgabe. Digitalisierte Ausgabe
  - Lieder eines Malers mit Randzeichnungen seiner Freunde. – Düsseldorf: Schulgen-Bettendorff, 1838. Digitalisierte Ausgabe
  - Lieder eines Malers mit Randzeichnungen seiner Freunde. – Düsseldorf: Buddeus, zw. 1839 und 1846. Digitalisierte Ausgabe
  - Lieder eines Malers mit Randzeichnungen seiner Freunde. – Leipzig: Vogel, ca. 1852. Digitalisierte Ausgabe
- Das Mährlein von Fletsch und Winzelchen: Eine hübsche und belehrende Geschichte für Kinder. Nach Eugène Sue, bearbeitet von Franz Lauter. – Frankfurt a. M: Ullmann, 1844. Digitalisierte Ausgabe
- Grimm, Albert Ludewig: Mährchen aus dem Morgenlande: für die Jugend. – Hamburg: Heubel, 1844. Digitalisierte Ausgabe
- Hauff, Wilhelm: Märchen. – Stuttgart: Brodhag, 1842. Digitalisierte Ausgabe
- Dans: Märchen und Sagen für Jung und Alt. – Düsseldorf: Arnz: Voß, 1857, Band 2. Digitalisierte Ausgabe
- Dans: Norwegisches Bauernleben. Ein Cyclus in 10 Bildern. Von Adolph Tidemand. Mit allegorischem Titel in Farbendruck, entworfen v. C. Scheuren. Nach den Original-Cartons, zu den für die Königliche Villa „Oskarshall“, bei Christiania, ausgeführten Gemälden, lithographiert v. J. B. Sonderland. – Düsseldorf: Schulte, 1852, 2. Aufl. Digitalisierte Ausgabe
- Ravenstein, August. Ravenstein's topographisches Taschen-Panorama des Rheins von Mainz bis Köln. Mit humoristischen Randzeichnungen von J. B. Sonderland. – Frankfurt a. M: Ullmann, 1845. Digitalisierte Ausgabe
- Dans: Reumont, Alfred von, White, Charles (dir.): Ruins of the Rhine, their times and traditions. – Aix-La Chapelle: Kohnen, 1838. Digitalisierte Ausgabe
- Dans: Reumont, Alfred von. Sagas légendes des bords du Rhin: orné de 8 gravures sur acier. – Aix-la-Chapelle: Kohnen, 1838. Digitalisierte Ausgabe
- Dans: S. Mainrad: eine Legende in Bildern. Nach den Original-Gemälden von H. Mücke, lithografiert von J. B. Sonderland. Mit erklärendem Text von Rudolph Stillfried Grafen Alcántara. – Düsseldorf: Elkan, Bäumer, 1861. Digitalisierte Ausgabe
- Dans: Sammlung von Original-Radirungen Düsseldorfer Künstler. – Düsseldorf: Schulgen, 1850. Digitalisierte Ausgabe
- Dans: Fliedner, Theodor (dir.): Schul-Bilderbibel, in 30 Bildern Alten und neuen Testaments. – Düsseldorf: Arnz, 1843. Digitalisierte Ausgabe
- Scenen aus Immermanns Münchhausen. – Leipzig: Weber, 1848. Digitalisierte Ausgabe
- Schlegel, Hermann. Traité de fauconnerie: ouvrage orné de dix sept planches. – Leide: Arnz, 1853. Digitalisierte Ausgabe
- G. Hartmann. Vergißmeinnicht: Blumen-Lieder für junge Blumen-Freundinnen. – Wesel: Düms, 1869. Digitalisierte Ausgabe
- Zweihundert Hyperbeln auf Herrn Wahl's ungeheure Nase. – St. Gallen: Scheitlin und Zollikofer, 1841, 2. Ausg. Digitalisierte Ausgabe